# برجوك
برجوك هي قرية في مقاطعة خوي، إيران. يقدر عدد سكانها بـ 240 نسمة بحسب إحصاء 2016.